# جایزه اسکار بهترین پویانمایی کوتاه
جایزه اسکار بهترین پویانمایی کوتاه (انگلیسی: Academy Award for Best Animated Short Film) یکی از جوایز آکادمی علوم و هنرهای سینما (اسکار) است که از پنجمین دوره جوایز اسکار (۱۹۳۱-۱۹۳۲) تاکنون، به‌صورت سالانه  اهدا شده‌است.
این بخش پیش‌تر (از ۱۹۳۲ تا ۱۹۷۰) با نام پویانمایی موضوعات کوتاه و پس از آن (از ۱۹۷۱ تا ۱۹۷۳) با نام فیلم‌های پویانمایی موضوعات کوتاه شناخته می‌شد. عنوان کنونی از جوایز ۱۹۷۴ مرسوم شد. در فهرستی که در ادامه می‌آید، برندگان به صورت برجسته نمایش داده شده‌اند و نامزدهای آن سال، پس از آن آمده است. یکی از علل شهرت این بخش، قرار داشتن ۱۲ جایزه اسکار والت دیزنی از مجموع ۲۲ جایزه‌اش در این بخش است که شامل یک جایزه پس از مرگ او نیز می‌شود (۱۹۶۸). همین‌طور ۱۰ جایزه از ۱۱ جایزه اول این بخش، به والت دیزنی تعلق گرفته‌است. پیش از سال ۱۹۵۲، تنها انیمیشن‌های ساخت آمریکا می‌توانستند نامزد این بخش شوند.
انیمیشن ساخت کمپانی ام‌جی‌ام، یعنی تام و جری، پرافتخارترین انیمیشن سریالی این بخش است که از ۱۳ بار نامزدی، توانسته ۷ جایزه اسکار برنده شود. از میان استودیوهای انیمیشن‌سازی خارجی، هیئت ملی فیلم کانادا با ۶ جایزه اسکار، پرافتخارترین است. شاخص‌ترین فرد بریتانیایی در این بخش، نیک پارک است که سه اسکار برای مجموعه کریچر کامفورتس و دو اسکار برای مجموعه والاس و گرومیت برده است.
در پنج دهه اولیه اهدای جایزه این بخش، تهیه‌کننده جایزه را دریافت می‌کرد. طبق قوانین فعلی آکادمی، جایزه به فردی تعلق می‌گیرد که به‌طور مستقیم مسئول مفهوم و اجرای خلاقانه فیلم باشد. در صورتی که بیش از یک فرد در فرایند خلاقانه طرح‌پردازی و ساخت فیلم دخیل باشند، تندیس دیگری نیز ممکن است اهدا شود. آکادمی کوتاهبودن پویانمایی را به معنای کوتاه‌تر از ۴۰ دقیقه بودن (به همراه تیتراژ و پایان‌بندی)، تعریف کرده‌است.

## دهه ۱۹۳۰
- ۱۹۳۲ (پنجمین) گل‌ها و درخت‌ها – استودیو انیمیشن والت دیزنی, یونایتد آرتیستس – والت دیزنی
  - یتیمان میکی – استودیو انیمیشن والت دیزنی, کلمبیا پیکچرز – والت دیزنی
  - It's Got Me Again! – Leon Schlesinger Productions, برادران وارنر – لیون شلسینگر
- ۱۹۳۳ (ششمین) سه خوک فسقلی – استودیو انیمیشن والت دیزنی, یونایتد آرتیستس – والت دیزنی
  - ساختن یک ساختمان – استودیو انیمیشن والت دیزنی, یونایتد آرتیستس – والت دیزنی
  - The Merry Old Soul – Walter Lantz Productions, یونیورسال استودیوز – والتر لانتس
- ۱۹۳۴ (هفتمین) لاک‌پشت و خرگوش – استودیو انیمیشن والت دیزنی, یونایتد آرتیستس – والت دیزنی
  - Holiday Land – اسکرین جمز, کلمبیا پیکچرز – چارلز مینتز
  - Jolly Little Elves – Walter Lantz Productions, یونیورسال استودیوز – والتر لانتس
- ۱۹۳۵ (هشتمین) سه بچه گربه یتیم – استودیو انیمیشن والت دیزنی, یونایتد آرتیستس – والت دیزنی
  - The Calico Dragon – Harman-Ising, مترو گلدوین مایر – Hugh Harman و Rudolf Ising
  - چه کسی کاک رابین را کشت؟ – استودیو انیمیشن والت دیزنی, یونایتد آرتیستس – والت دیزنی
- ۱۹۳۶ (نهمین) پسرعموی روستایی – استودیو انیمیشن والت دیزنی, یونایتد آرتیستس – والت دیزنی
  - The Old Mill Pond – Harman-Ising, مترو گلدوین مایر – Hugh Harman و Rudolf Ising
  - Popeye the Sailor Meets Sindbad the Sailor – Fleischer Studios, پارامونت پیکچرز – مکس فلیشر
- ۱۹۳۷ (دهمین) آسیاب کهنه – استودیو انیمیشن والت دیزنی, آر.ک.ئو – والت دیزنی
  - Educated Fish – Fleischer Studios, پارامونت پیکچرز – مکس فلیشر
  - The Little Match Girl – اسکرین جمز, کلمبیا پیکچرز – چارلز مینتز
- ۱۹۳۸ (یازدهمین) فردیناند، گاو نر – استودیو انیمیشن والت دیزنی, آر.ک.ئو – والت دیزنی
  - خیاط کوچولوی شجاع – استودیو انیمیشن والت دیزنی, آر.ک.ئو – والت دیزنی
  - غاز مادر به هالیوود می‌رود – استودیو انیمیشن والت دیزنی, آر.ک.ئو – والت دیزنی
  - پیشاهنگان خوب – استودیو انیمیشن والت دیزنی, آر.ک.ئو – والت دیزنی
  - Hunky and Spunky – Fleischer Studios, پارامونت پیکچرز – مکس فلیشر
- ۱۹۳۹ (دوازدهمین) جوجه اردک زشت – استودیو انیمیشن والت دیزنی, آر.ک.ئو – والت دیزنی
  - Detouring America – Leon Schlesinger Productions, برادران وارنر – لیون شلسینگر
  - Peace on Earth – Metro-Goldwyn-Mayer – فرد کوئیمبی و Hugh Harman
  - اشاره‌گر – استودیو انیمیشن والت دیزنی, آر.ک.ئو – والت دیزنی

## دهه ۱۹۴۰
- ۱۹۴۰ (سیزدهمین) کهکشان راه شیری – Metro-Goldwyn-Mayer – فرد کوئیمبی و Rudolph Ising
  - Puss Gets the Boot – Metro-Goldwyn-Mayer –فرد کوئیمبی و Rudolph Ising
  - A Wild Hare – Leon Schlesinger Productions, برادران وارنر – لیون شلسینگر
- ۱۹۴۱ (چهاردهمین) پنجه‌ای قرض بده – استودیو انیمیشن والت دیزنی, آر.ک.ئو – والت دیزنی
  - Boogie Woogie Bugle Boy of Company B – Walter Lantz Productions, یونیورسال استودیوز – والتر لانتس
  - Hiawatha's Rabbit Hunt – Leon Schlesinger Productions, برادران وارنر – لیون شلسینگر
  - How War Came – اسکرین جمز, کلمبیا پیکچرز – George Winkler
  - The Night Before Christmas – Metro-Goldwyn-Mayer – فرد کوئیمبی
  - Rhapsody in Rivets – Leon Schlesinger Productions, برادران وارنر – لیون شلسینگر
  - The Rookie Bear – Metro-Goldwyn-Mayer – فرد کوئیمبی و Rudolph Ising
  - Rhythm in the Ranks – پارامونت پیکچرز – جرج پال
  - سوپرمن (فیلم ۱۹۴۱) – Fleischer Studios, پارامونت پیکچرز – مکس فلیشر
  - پلیس مدرسه دونالد – استودیو انیمیشن والت دیزنی, آر.ک.ئو – والت دیزنی
- ۱۹۴۲ (پانزدهمین) چهره پیشوا – استودیو انیمیشن والت دیزنی, آر.ک.ئو – والت دیزنی
  - All Out for 'V' – Terrytoons, فاکس قرن بیستم – پال تری
  - Blitz Wolf – Metro-Goldwyn-Mayer – فرد کوئیمبی
  - Juke Box Jamboree – Walter Lantz Productions, یونیورسال استودیوز – والتر لانتس
  - خوک‌ها در پولکا – Leon Schlesinger Productions, برادران وارنر – لیون شلسینگر
  - Tulips Shall Grow – پارامونت پیکچرز – جرج پال
- ۱۹۴۳ (شانزدهمین) The Yankee Doodle Mouse – Metro-Goldwyn-Mayer – فرد کوئیمبی
  - The Dizzy Acrobat – Walter Lantz Productions, یونیورسال استودیوز – والتر لانتس
  - The 500 Hats of Bartholomew Cubbins – پارامونت پیکچرز – جرج پال
  - Greetings Bait – Leon Schlesinger Productions, برادران وارنر – لیون شلسینگر
  - Imagination – اسکرین جمز, کلمبیا پیکچرز – دیو فلیشر
  - دلیل و هیجان – استودیو انیمیشن والت دیزنی, آر.ک.ئو – والت دیزنی
- ۱۹۴۴ (هفدهمین) Mouse Trouble – Metro-Goldwyn-Mayer – فرد کوئیمبی
  - And to Think That I Saw It on Mulberry Street – پارامونت پیکچرز – جرج پال
  - Dog, Cat and Canary – اسکرین جمز, کلمبیا پیکچرز – Raymond Katz
  - Fish Fry – Walter Lantz Productions, یونیورسال استودیوز – والتر لانتس
  - چگونه فوتبال بازی کنیم – استودیو انیمیشن والت دیزنی, آر.ک.ئو – والت دیزنی
  - My Boy, Johnny – Terrytoons, فاکس قرن بیستم – پال تری
  - Swooner Crooner – Warner Bros. – لیون شلسینگر
- ۱۹۴۵ (هجدهمین)  Quiet Please!  – Metro-Goldwyn-Mayer – فرد کوئیمبی
  - جنایت دانلد – استودیو انیمیشن والت دیزنی, آر.ک.ئو – والت دیزنی
  - Jasper and the Beanstalk – پارامونت پیکچرز – جرج پال
  - Life with Feathers – Warner Bros. – Edward Selzer
  - Mighty Mouse in Gypsy Life – Terrytoons, فاکس قرن بیستم – پال تری
  - The Poet and Peasant – Walter Lantz Productions, یونیورسال استودیوز – والتر لانتس
  - Rippling Romance – اسکرین جمز, کلمبیا پیکچرز – Raymond Katz
- ۱۹۴۶ (نوزدهمین) The Cat Concerto – Metro-Goldwyn-Mayer – فرد کوئیمبی
  - Musical Moments from Chopin – Walter Lantz Productions, یونیورسال استودیوز – والتر لانتس
  - John Henry and the Inky-Poo – پارامونت پیکچرز – جرج پال
  - حقوق تصرف گر – استودیو انیمیشن والت دیزنی, آر.ک.ئو – والت دیزنی
  - Walky Talky Hawky – Warner Bros. – Edward Selzer
- ۱۹۴۷ (بیستمین) Tweetie Pie – Warner Bros. – Edward Selzer
  - چیپ و دیل (فیلم) – استودیو انیمیشن والت دیزنی, آر.ک.ئو – والت دیزنی
  - Dr. Jekyll and Mr. Mouse – Metro-Goldwyn-Mayer فرد کوئیمبی
  - Pluto's Blue Note – استودیو انیمیشن والت دیزنی, آر.ک.ئو – والت دیزنی
  - Tubby the Tuba – پارامونت پیکچرز – جرج پال
- ۱۹۴۸ (بیست و یکمین) The Little Orphan – Metro-Goldwyn-Mayer – فرد کوئیمبی
  - میکی و فک – استودیو انیمیشن والت دیزنی, آر.ک.ئو – والت دیزنی
  - Mouse Wreckers – Warner Bros. – Edward Selzer
  - Robin Hoodlum – یوپی‌ای, کلمبیا پیکچرز – John Hubley و Raymond Katz
  - چای برای دویست نفر – استودیو انیمیشن والت دیزنی, آر.ک.ئو – والت دیزنی
- ۱۹۴۹ (بیست و دومین) For Scent-imental Reasons – Warner Bros. – Edward Selzer
  - Canary Row – Warner Bros. – (nomination withdrawn)
  - Hatch Up Your Troubles – Metro-Goldwyn-Mayer – فرد کوئیمبی
  - The Magic Fluke – یوپی‌ای, کلمبیا پیکچرز – Stephen Bosustow
  - Toy Tinkers – استودیو انیمیشن والت دیزنی, آر.ک.ئو – والت دیزنی

## دهه ۱۹۵۰
- ۱۹۵۰ (بیست و سومین) Gerald McBoing-Boing – یوپی‌ای, کلمبیا پیکچرز – Stephen Bosustow
  -  Jerry's Cousin  – Metro-Goldwyn-Mayer – فرد کوئیمبی
  - Trouble Indemnity – یوپی‌ای, کلمبیا پیکچرز – Stephen Bosustow
- ۱۹۵۱ (بیست و چهارمین)  The Two Mouseketeers  – Metro-Goldwyn-Mayer – فرد کوئیمبی
  - لمبرت شیر ترسو – استودیو انیمیشن والت دیزنی, آر.ک.ئو – والت دیزنی
  - Rooty Toot Toot – یوپی‌ای, کلمبیا پیکچرز – Stephen Bosustow
- ۱۹۵۲ (بیست و پنجمین)  Johann Mouse  – Metro-Goldwyn-Mayer – فرد کوئیمبی
  - Little Johnny Jet – Metro-Goldwyn-Mayer – فرد کوئیمبی
  - Madeline – یوپی‌ای, کلمبیا پیکچرز – Stephen Bosustow
  - Pink and Blue Blues – یوپی‌ای, کلمبیا پیکچرز – Stephen Bosustow
  - The Romance of Transportation in Canada – هیئت ملی فیلم کانادا – Colin Low
- ۱۹۵۳ (بیست و ششمین) Toot, Whistle, Plunk and Boom – استودیو انیمیشن والت دیزنی, استودیو سینمایی والت دیزنی – والت دیزنی
  - Christopher Crumpet – یوپی‌ای, کلمبیا پیکچرز – Stephen Bosustow
  - From A to Z-Z-Z-Z – Warner Bros. – Edward Selzer
  - Rugged Bear – استودیو انیمیشن والت دیزنی, آر.ک.ئو – والت دیزنی
  - قلب رازگو – یوپی‌ای, کلمبیا پیکچرز – Stephen Bosustow
- ۱۹۵۴ (بیست و هفتمین) When Magoo Flew – یوپی‌ای, کلمبیا پیکچرز – Stephen Bosustow
  - Crazy Mixed Up Pup – Walter Lantz Productions, یونیورسال استودیوز – والتر لانتس
  - Pigs Is Pigs – استودیو انیمیشن والت دیزنی, آر.ک.ئو – والت دیزنی
  - کابوس قبل از کریسمس – Warner Bros. – Edward Selzer
  -  Touché, Pussy Cat!  – Metro-Goldwyn-Mayer – فرد کوئیمبی
- ۱۹۵۵ (بیست و هشتمین) اسپیدی گنزالس (فیلم) – Warner Bros. – Edward Selzer[۳]
  - Good Will to Men – Metro-Goldwyn-Mayer – فرد کوئیمبی, ویلیام هانا و جوزف باربرا
  - The Legend of Rockabye Point – Walter Lantz Productions, یونیورسال استودیوز – والتر لانتس
  - No Hunting – استودیو انیمیشن والت دیزنی, آر.ک.ئو – والت دیزنی
- ۱۹۵۶ (بیست و نهمین) Magoo's Puddle Jumper – یوپی‌ای, کلمبیا پیکچرز – Stephen Bosustow
  - Gerald McBoing-Boing on Planet Moo – یوپی‌ای, کلمبیا پیکچرز – Stephen Bosustow
  - The Jaywalker – یوپی‌ای, کلمبیا پیکچرز – Stephen Bosustow
- ۱۹۵۷ (سی‌امین) Birds Anonymous – Warner Bros. – Edward Selzer
  - One Droopy Knight – Metro-Goldwyn-Mayer – ویلیام هانا و جوزف باربرا
  - Tabasco Road – Warner Bros. – Edward Selzer
  - Trees and Jamaica Daddy – یوپی‌ای, کلمبیا پیکچرز – Stephen Bosustow
  - The Truth About Mother Goose – استودیو انیمیشن والت دیزنی, استودیو سینمایی والت دیزنی – والت دیزنی
- ۱۹۵۸ (سی و یکمین) Knighty Knight Bugs – Warner Bros. – John W. Burton
  - Paul Bunyan – استودیو انیمیشن والت دیزنی, استودیو سینمایی والت دیزنی – والت دیزنی
  - Sidney's Family Tree – Terrytoons, فاکس قرن بیستم – William M. Weiss
- ۱۹۵۹ (سی و دومین) Moonbird – Storyboard-Harrison – John Hubley و Faith Elliott Hubley
  - Mexicali Shmoes – Warner Bros. – John W. Burton
  - Noah's Ark – استودیو انیمیشن والت دیزنی, استودیو سینمایی والت دیزنی – والت دیزنی
  - The Violinist – Pintoff Prods., Kingsley International – Ernest Pintoff

## دهه ۱۹۶۰
- ۱۹۶۰ (سی و سومین) Munro – Rembrandt Films, Film Representations – جولز فایفر و William L. Snyder
  - گولیاث ۲ – استودیو انیمیشن والت دیزنی, استودیو سینمایی والت دیزنی – والت دیزنی
  - High Note – Warner Bros. – چاک جونز
  - Mouse and Garden – Warner Bros. – فریز فرلنگ
  - A Place in the Sun – George K. Arthur-Go Pictures (Czechoslovakian) – Frantisek Vystrecil
- ۱۹۶۱ (سی و چهارمین) سوروگات – زاگرب فیلم, Herts-Lion International Corp. – دوشان ووکوتیچ
  - آکوامنیا – استودیو انیمیشن والت دیزنی, استودیو سینمایی والت دیزنی – والت دیزنی
  - Beep Prepared – Warner Bros. – چاک جونز
  - Nelly's Folly – Warner Bros. – چاک جونز
  - The Pied Piper of Guadalupe – Warner Bros. – فریز فرلنگ
- ۱۹۶۲ (سی و پنجمین) حفره – Storyboard Inc., Brandon Films – John Hubley و Faith Hubley
  - Icarus Montgolfier Wright – Format Films, یونایتد آرتیستس – ژول انگل
  - Now Hear This – Warner Bros. – دیوید هادسون دیپاتی
  - Self Defense ... for Cowards – Rembrandt Films, Film Representations – William L. Snyder
  - یک هم‌اندیشی درباره ترانه عامه‌پسند – استودیو انیمیشن والت دیزنی, استودیو سینمایی والت دیزنی – والت دیزنی
- ۱۹۶۳ (سی و ششمین) The Critic – Pintoff-Crossbow Prods., کلمبیا پیکچرز – Ernest Pintoff
  - Automania 2000 – Pathé Contemporary Films – John Halas
  - The Game (Igra) – Rembrandt Films, Film Representations – دوشان ووکوتیچ
  - My Financial Career – هیئت ملی فیلم کانادا, Walter Reade-Sterling-Continental Distributing – Gerald Potterton
  - شدت – Cinema 16 – Carmen D'Avino
- ۱۹۶۴ (سی و هفتمین) The Pink Phink – Mirisch Films, دی‌اف‌ئی, یونایتد آرتیستس – دیوید هادسون دیپاتی و فریز فرلنگ
  - Christmas Cracker – هیئت ملی فیلم کانادا, Favorite Films of California – نورمن مک‌لارن, Jeff Hale, Gerald Potterton و Grant Munro
  - How to Avoid Friendship – Rembrandt Films, Film Representations – William L. Snyder
  - Nudnik No. 2 – Rembrandt Films, Film Representations – William L. Snyder
- ۱۹۶۵ (سی و هشتمین) The Dot and the Line –  Sib Tower 12 Productions , مترو گلدوین مایر – چاک جونز و Les Goldman
  - Clay or the Origin of Species – Harvard University, Pathé Contemporary Films – Eliot Noyes, Jr.
  - The Thieving Magpie (La Gazza Ladra) – Allied Artists – Emanuele Luzzati
- ۱۹۶۶ (سی و نهمین) A Herb Alpert and the Tijuana Brass Double Feature – پارامونت پیکچرز – John Hubley و Faith Hubley
  - The Drag – هیئت ملی فیلم کانادا, Favorite Films – Carlos Marchiori
  - The Pink Blueprint – Mirisch Films, دی‌اف‌ئی, یونایتد آرتیستس – دیوید هادسون دیپاتی و فریز فرلنگ
- ۱۹۶۷ (چهلمین) The Box – Murakami-Wolf و Brandon Films – فرد وولف
  - Hypothese Beta – Films Orzeaux, Pathé Contemporary Films – Jean-Charles Meunier
  - What on Earth! – هیئت ملی فیلم کانادا, کلمبیا پیکچرز – Les Drew و Kaj Pindal
- ۱۹۶۸ (چهل و یکمین) وینی پو و روز پرسروصدا – استودیو انیمیشن والت دیزنی, استودیو سینمایی والت دیزنی – والت دیزنی (فهرست نامزدان و برندگان جایزه اسکار پس از مرگ)
  - The House That Jack Built – هیئت ملی فیلم کانادا, کلمبیا پیکچرز – Ron Tunis
  - The Magic Pear Tree – Murakami-Wolf و Bing Crosby Prods. – جیمی موراکامی
  -  Windy Day  – Hubley Studios, پارامونت پیکچرز – John Hubley و Faith Hubley
- ۱۹۶۹ (چهل و دومین) It's Tough to Be a Bird – استودیو انیمیشن والت دیزنی, استودیو سینمایی والت دیزنی – وارد کیمبل
  - Of Men and Demons – Hubley Studios, پارامونت پیکچرز – John Hubley و Faith Hubley
  - پیاده‌روی – هیئت ملی فیلم کانادا, کلمبیا پیکچرز – Ryan Larkin

## دهه ۱۹۷۰
- ۱۹۷۰ (چهل و سومین) Is It Always Right to Be Right? – Stephen Bosustow Prods., Schoenfeld Films – Lee Mishkin
  - The Further Adventures of Uncle Sam: Part Two – Haboush Company, Goldstone Films – Robert Mitchell and Dale Case
  - The Shepherd – Cameron Guess and Associates, Brandon Films – Cameron Guess

Name of award changed to Short Subjects (Animated Films)
- ۱۹۷۱ (چهل و چهارمین) The Crunch Bird – Maxwell-Petok, Petrovich Prods., Regency Films – Ted Petok
  - Evolution – هیئت ملی فیلم کانادا, کلمبیا پیکچرز – Michael Mills
  - The Selfish Giant – Potterton Prods., Pyramid Films – Peter Sander و Gerald Potterton
- ۱۹۷۲ (چهل و پنجمین) سرود کریسمس – شرکت پخش رسانه‌ای آمریکا – ریچارد ویلیامز
  - Kama Sutra Rides Again – Lion International Films – باب گادفری
  - Tup Tup – زاگرب فیلم, Corona Cinematografica, Manson Distributing – Nedeljko Dragic
- ۱۹۷۳ (چهل و ششمین) فیلم فرانک – Frank Mouris Prod. – Frank Mouris
  - The Legend of John Henry – Bosustow-Pyramid Films – Nick Bosustow and David Adams
  - Pulcinella – Luzzati-Gianini Prod. – Emanuele Luzzati و Guilo Gianini

نام جایزه به فیلم‌های کوتاه (فیلم‌های پویانمایی‌شده) تغییر کرد.
- ۱۹۷۴ (چهل و هفتمین) Closed Mondays – Lighthouse Productions – ویل وینتون and Bob Gardiner
  - The Family That Dwelt Apart – هیئت ملی فیلم کانادا – Yvon Mallette و Robert Verrall
  - گرسنگی – هیئت ملی فیلم کانادا – Peter Foldes و René Jodoin
  - Voyage to Next – Hubley Studio – John Hubley و Faith Hubley
  - Winnie the Pooh and Tigger Too – استودیو انیمیشن والت دیزنی, استودیو سینمایی والت دیزنی – ولفگانگ رایترمن
- ۱۹۷۵ (چهل و هشتمین) Great – Grantstern, بریتیش لاین فیلمز Ltd. – باب گادفری
  - Kick Me – Swarthe Productions – Robert Swarthe
  - Monsieur Pointu – هیئت ملی فیلم کانادا – René Jodoin, Bernard Longpré and André Leduc
  - Sisyphus – Hungarofilms – مارتسل یانکوویچ
- ۱۹۷۶ (چهل و نهمین) Leisure – Film Australia – Suzanne Baker
  - Dedalo – Cineteam Realizzazioni – Manfredo Manfredi
  - The Street – هیئت ملی فیلم کانادا – Caroline Leaf و Guy Glover
- ۱۹۷۷ (پنجاهمین) The Sand Castle – هیئت ملی فیلم کانادا – Co Hoedeman
  - Bead Game – هیئت ملی فیلم کانادا – Ishu Patel
  - A Doonesbury Special – Hubley Studio – John Hubley (فهرست نامزدان و برندگان جایزه اسکار پس از مرگ), Faith Hubley و گری ترودو
  - Jimmy the C – Motionpicker Production – James Picker, Robert Grossman و Craig Whitaker
- ۱۹۷۸ (پنجاه و یکمین) Special Delivery – هیئت ملی فیلم کانادا – Eunice Macauley و John Weldon
  - Oh My Darling – Nico Crama Productions – Nico Crama
  - Rip Van Winkle – Will Vinton/Billy Budd – ویل وینتون
- ۱۹۷۹ (پنجاه و دومین) Every Child – هیئت ملی فیلم کانادا – Derek Lamb
  - Dream Doll – Godfrey Films, زاگرب فیلم, Halas and Batchelor, Film Wright – باب گادفری و زلاتکو گرگیچ
  - It's so Nice to Have a Wolf Around the House – AR&T Productions, Learning Corporation of America – Paul Fierlinger

## دهه ۱۹۸۰
- ۱۹۸۰ (پنجاه و سومین) مگس – پانونیا فیلم‌استودیو, بوداپست – Ferenc Rófusz
  - All Nothing – سی‌بی‌سی – فردریک بک
  - History of the World in Three Minutes Flat – Michael Mills Productions Ltd. – Michael Mills
- ۱۹۸۱ (پنجاه و چهارمین) Crac – سی‌بی‌سی – فردریک بک
  - The Creation – Will Vinton Productions – ویل وینتون
  - The Tender Tale of Cinderella Penguin – هیئت ملی فیلم کانادا – Janet Perlman
- ۱۹۸۲ (پنجاه و پنجمین) Tango – Film Polski – زبیگنیف ریپچینسکی
  - The Great Cognito – Will Vinton Productions – ویل وینتون
  - The Snowman – Snowman Enterprises Ltd., TVC London, کانال ۴ – Dianne Jackson
- ۱۹۸۳ (پنجاه و ششمین) Sundae in New York – Motionpicker Production – Jimmy Picker
  - سرود کریسمس میکی – استودیو انیمیشن والت دیزنی, استودیو سینمایی والت دیزنی – برنی متینسون
  - Sound of Sunshine – Sound of Rain – Hallinan Plus – Eda Hallinan
- ۱۹۸۴ (پنجاه و هفتمین) پانتومیم – Michael Mills Productions, دانشکده شریدان – Jon Minnis
  - Doctor De Soto – Sporn Animation – Morton Schindel و Michael Sporn
  - Paradise – هیئت ملی فیلم کانادا – Ishu Patel
- ۱۹۸۵ (پنجاه و هشتمین) Anna & Bella – The Netherlands – Børge Ring
  - The Big Snit – هیئت ملی فیلم کانادا – Richard Condie و Michael Scott
  - Second Class Mail – National Film & Television School – Alison Snowden
- ۱۹۸۶ (پنجاه و نهمین) A Greek Tragedy – CineTe pvba – Linda Van Tulden and Willem Thijsen
  - The Frog, The Dog and The Devil – New Zealand National Film Unit – Bob Stenhouse, Hugh MacDonald و Martin Townsend
  - چراغ مطالعه کوچک‌تر – پیکسار – جان لستر و William Reeves
- ۱۹۸۷ (شصتمین) The Man Who Planted Trees – سی‌بی‌سی – فردریک بک
  - George and Rosemary – هیئت ملی فیلم کانادا – Eunice Macaulay – Alison Snowden – David Fine
  - Your Face – بیل پلیمپتون
- ۱۹۸۸ (شصت و یکمین) اسباب‌بازی فلزی – پیکسار – جان لستر و William Reeves
  - The Cat Came Back – هیئت ملی فیلم کانادا – Cordell Barker
  - Technological Threat – Kroyer Films – Bill Kroyer
- ۱۹۸۹ (شصت و دومین) Balance – Wolfgang و Christoph Lauenstein
  - The Cow – الکساندر پتروف (پویانما)
  - The Hill Farm – Mark Baker

## دهه ۱۹۹۰
- ۱۹۹۰ (شصت و سومین) مصاحبه با حیوانات – آردمن انیمیشن, کانال ۴ – نیک پارک
  - یک روز بزرگ – آردمن انیمیشن, National Film & Television School – نیک پارک
  - Grasshoppers – برونو بوزتو
- ۱۹۹۱ (شصت و چهارمین) Manipulation – Daniel Greaves
  - Blackfly – هیئت ملی فیلم کانادا – Christopher Hinton
  - Strings – هیئت ملی فیلم کانادا – Wendy Tilby
- ۱۹۹۲ (شصت و پنجمین) Mona Lisa Descending a Staircase – Joan C. Gratz
  - Adam – آردمن انیمیشن – پیتر لرد
  - Reci, Reci, Reci... – میخائلا پاولاتووا
  - The Sandman – Paul Berry
  - Screen Play – Barry Purves
- ۱۹۹۳ (شصت و ششمین) شلوار اشتباهی – آردمن انیمیشن, بی‌بی‌سی – نیک پارک
  - Blindscape – National Film & Television School – Stephen Palmer
  - The Mighty River – سی‌بی‌سی – فردریک بک و Hubert Tison
  - Small Talk – باب گادفری و Kevin Baldwin
  - The Village – Mark Baker
- ۱۹۹۴ (شصت و هفتمین) Bob's Birthday – Snowden Fine Animation, هیئت ملی فیلم کانادا, کانال ۴ – Alison Snowden و David Fine
  - The Big Story – Tim Watts و David Stoten
  - The Janitor – Vanessa Schwartz
  - The Monk and the Fish – مایکل دودوک دی ویت
  - Triangle – Erica Russell
- ۱۹۹۵ (شصت و هشتمین) اصلاح سه‌تیغ – آردمن انیمیشن, بی‌بی‌سی – نیک پارک
  - The Chicken from Outer Space – جان آر. دیلوورث, هانا-باربرا, کارتون نت‌ورک, کارتون نتورک استودیوز, – جان آر. دیلوورث
  - The End – ایلیاس سیستمز – Chris Landreth و Robin Barger
  - Gagarin – Alexiy Kharitidi
  - مغز فراری – استودیو انیمیشن والت دیزنی – Chris Bailey
- ۱۹۹۶ (شصت و نهمین) پویش – Tyron Montgomery و Thomas Stellmach
  - Canhead – Timothy Hittle
  - La Salla – هیئت ملی فیلم کانادا – Richard Condie
  - Wat's Pig – آردمن انیمیشن, کانال ۴ – پیتر لرد
- ۱۹۹۷ (هفتادمین) بازی جری – پیکسار – Jan Pinkava
  - Famous Fred – TVC London – Joanna Quinn
  - Mermaid – الکساندر پتروف (پویانما)
  - Redux Riding Hood – انیمیشن تلویزیونی دیزنی – Steve Moore
  - La Vieille dame et les pigeons – Les Armateurs – سیلوین شومه
- ۱۹۹۸ (هفتاد و یکمین) خرگوش – بلو اسکای استودیو – کریس وج
  - The Canterbury Tales – S4C, BBC Wales, اچ‌بی‌او – توفر گریس و Jonathan Myerson
  - Jolly Roger – Astley Baker Davies, Silver Bird Productions, کانال ۴ – Mark Baker
  - بیشتر – Bad Clams Productions, Swell Productions – مارک آزبرن and Steven B. Kalafer
  - When Life Departs – Karsten Kiilerich and Stefan Fjeldmark
- ۱۹۹۹ (هفتاد و دومین) پیرمرد و دریا – الکساندر پتروف
  - 3 Misses – CineTe – Paul Driessen
  - Humdrum – آردمن انیمیشن, کانال +, کانال ۴ – Peter Peake
  - My Grandmother Ironed the King's Shirts – Studio Magica, هیئت ملی فیلم کانادا – توریل کووه
  - When the Day Breaks – هیئت ملی فیلم کانادا – Wendy Tilby and Amanda Forbis

## دهه ۲۰۰۰
- فیلم در ۲۰۰۰ (هفتاد و سومین) پدر و دختر – مایکل دودوک دی ویت
  - Periwig Maker – Ideal Standard Film – Steffen Schäffler and Annette Schäffler
  - Rejected – Bitter Films – Don Hertzfeldt
- فیلم در ۲۰۰۱ (هفتاد و چهارمین) برای پرندگان – پیکسار – رالف اگلستون
  - Fifty Percent Grey – Ruairí Robinson و Seamus Byrne
  - Give Up Yer Aul Sins – Brown Bag Films – Cathal Gaffney and Darragh O'Connell
  - Strange Invaders – هیئت ملی فیلم کانادا – Cordell Barker
  - Stubble Trouble – Calabash Animation – Joseph E. Merideth
- فیلم در ۲۰۰۲ (هفتاد و پنجمین) The ChubbChubbs! – سونی پیکچرز ایمج‌ورکز, سونی پیکچرز انیمیشن, کلمبیا پیکچرز – Eric Armstrong
  - Katedra – توماش باگینسکی
  - ماشین جدید مایک – پیکسار – پیت داکتر و Roger Gould
  - Mt. Head – کوجی یامامورا
  - Das Rad – Film Academy Baden-Württemberg – Chris Stenner and Heidi Wittlinger
- فیلم در ۲۰۰۳ (هفتاد و ششمین) Harvie Krumpet – Australian Film Commission, Film Victoria, SBS Independent – آدام الیوت
  - باندین – پیکسار – باد لاکی
  - Gone Nutty – بلو اسکای استودیو – کارلوس سالدانها and John C. Donkin
  - Nibbles – Christopher Hinton
  - Destino – استودیو انیمیشن والت دیزنی – Dominique Monféry و روی ادوارد دیزنی
- فیلم در ۲۰۰۴ (هفتاد و هفتمین) Ryan – Chris Landreth – هیئت ملی فیلم کانادا
  - Birthday Boy – Australian Film Television and Radio School – Sejong Park and Andrew Gregory
  - Gopher Broke – Blur Studio – جف فاولر و تیم میلر
  - Guard Dog – بیل پلیمپتون
  - Lorenzo – استودیو انیمیشن والت دیزنی – Mike Gabriel و Baker Bloodworth
- ۲۰۰۵ (هفتاد و هشتمین) The Moon and the Son: An Imagined Conversation – John Canemaker and Peggy Stern
  - Badgered – National Film & Television School – Sharon Colman
  - اکتشافات جغرافیایی اسرارآمیز جاسپر مورلو – 3d Films Pty Ltd., Australian Film Commission, Film Victoria, SBS Independent – Anthony Lucas
  - ۹ – دانشگاه کالیفرنیا، لس آنجلس Animation Workshop, Thinkart Films – شین اکر
  - گروه موسیقی یک‌نفره – پیکسار – Andrew Jimenez و مارک اندروز
- فیلم در ۲۰۰۶ (هفتاد و نهمین) شاعر دانمارکی – توریل کووه – Mikrofilm AS, هیئت ملی فیلم کانادا
  - ربایش (فیلم ۲۰۰۶) – پیکسار – گری رایدستورم
  - دخترک کبریت‌فروش – استودیو انیمیشن والت دیزنی – راجر آلرس و دن هان
  - Maestro – Géza M. Tóth
  - زمانی برای بلوط نیست – بلو اسکای استودیو – کریس رناد و Michael Thurmeier
- ۲۰۰۷ (هشتادمین) پیتر و گرگ – Se-ma-for, BreakThru Films – سوزی تمپلتون و Hugh Welchman
  - Even Pigeons Go To Heaven – بی‌یواف – Samuel Tourneux and Simon Vanesse
  - I Met the Walrus – Josh Raskin
  - Madame Tutli-Putli – هیئت ملی فیلم کانادا –  Chris Lavis  و  Maciek Szczerbowski
  - My Love – الکساندر پتروف (پویانما)
- ۲۰۰۸ (هشتاد و یکمین) خانه مکعب‌های کوچک – ربات کمیونیکیشنز – کونیو کاتو
  - Lavatory – Lovestory – ملنیتسا – کنستانتین برانزیت
  - اختاپودی – Gobelins L'Ecole de L'Image – عمود مخبری و Thierry Marchand
  - اجی مجی لاترجی! – پیکسار – داگ سوئیتلند
  - This Way Up – Nexus Productions – Alan Smith and Adam Foulkes
- ۲۰۰۹ (هشتاد و دومین) لوگوراما – H5, Autour de Minuit Productions – Nicolas Schmerkin
  - Granny O'Grimm's Sleeping Beauty – Brown Bag Films – Nicky Phelan و Darragh O'Connell
  - French Roast – Fabrice Joubert
  - The Lady and the Reaper – Kandor Graphics – Javier Recio
  - A Matter of Loaf and Death – آردمن انیمیشن – نیک پارک

## دهه ۲۰۱۰
- ۲۰۱۰ (هشتاد و سومین) چیز گمشده – پشن پیکچرز – شان تن و Andrew Ruhemann
  - روز و شب – پیکسار – تدی نیوتون
  - The Gruffalo – Magic Light Pictures, Studio Soi – Jakob Schuh و Max Lang
  - Let's Pollute – Geefwee Boedoe
  - Madagascar, a Journey Diary – Bastien Dubois
- فیلم در ۲۰۱۱ (هشتاد و چهارمین) کتاب‌های پرنده شگفت‌انگیز آقای موریس لس مور - ویلیام جویس
  - Dimanche – هیئت ملی فیلم کانادا – Patrick Doyon
  - ماه (فیلم ۲۰۱۱) – پیکسار – انریکو کازاروزا
  - A Morning Stroll – Studio AKA – Grant Orchard و Sue Goffe
  - Wild Life – هیئت ملی فیلم کانادا – Wendy Tilby and Amanda Forbis
- فیلم در ۲۰۱۲ (هشتاد و پنجمین) مرد کاغذی – جان کهرس
  - آدام و سگ – مینکیو لی
  - گوآکاموله تازه – پی اس
  - سر به پاشنه – تیموتی رکارت
  - طولانی‌ترین مراقبت روزانه – دیوید سیلورمن
- فیلم در ۲۰۱۳ (هشتاد و ششمین) آقای هابلوت – لوران ویتز - الکساندر اسپیگارس
  - وحشی (فیلم ۲۰۱۲) – دانیل سوزا
  - یک اسب بگیر! – لورن مک مولان
  - صلح کوتاه – شوهی موریتا
  - اتاق روی جارو –  ماکس لنگ - یان لاشاور
- فیلم در ۲۰۱۴ (هشتاد و هفتمین) ضیافت (فیلم ۲۰۱۴) – پاتریک آزبورن
  - تصویر بزرگتر – دیزی جیکوبز
  - سد بند – رابرت کوندو - دایسوکه تسوسومی
  - من و ملتون من – توریل کووه
  - یک زندگی منفرد – ماریکه بلاو - جوریس اوپرینس - جاب راگیوین
- ۲۰۱۵ (هشتاد و هشتمین) داستان خرس – گابریل اوساریو وارگاس
  - مقدمه (فیلم) – ریچارد ویلیامز
  - تیم محشر سانجای – سانجی پاتل
  - بدون کیهان نمی‌توانیم زندگی کنیم – کنستانتین برانزیت
  - دنیای فردا – دون هرتسفلد
- ۲۰۱۶ (هشتاد و نهمین) پایپر – الن باریلارو
  - وایشای نابینا – تئودور اوشف
  - زمان قرضی – اندرو کت
  - شربت گلابی و سیگار – رابرت ولی
  - مروارید (فیلم ۲۰۱۶) – پاتریک آزبورن
- ۲۰۱۷ (نودمین) بسکتبال عزیز - گلن کین
  - پارتی باغ – تئوفیل دوفرن
  - لو (فیلم ۲۰۱۷) – دیو مولینز
  - فضای منفی (فیلم) – رو کوواهاتا - مکس پورتر
  - قافیه های طغیانگر – 	یاکوب شوه - یان لاشاور
- ۲۰۱۸ (نود و یکمین) بائو - دومی شی
  - رفتار حیوانی – آلیسون اسنودن - دیوید فاین
  - نزدیک غروب – لوئیز بگنال
  - یک قدم کوچک – اندرو چسورث - انیا پولینیس
  - آخر هفته (فیلم ۲۰۱۷) – تروور خیمنز
- ۲۰۱۹ (نود و دومین) عشق مو - متیو ای. چری - بروس دبلیو اسمیت
  - دختر (فیلم ۲۰۱۹) – داریا کاشچوا
  - کیت بول – روزانا سالیوان
  - خاطره انگیز – 	برونو کولت
  - خواهر (فیلم ۲۰۱۸) – 	سیکی سانگ

## دهه ۲۰۲۰
- ۲۰۲۰ (نود و سومین) هر اتفاقی رخ دهد، دوستتان دارم - ویل مک کورمک
  - لانه زیرزمینی (فیلم) - مادلین شارافیان
  - مکان نابغه - آدرین مریگو
  - اپرا (فیلم ۲۰۲۰) - اریک اوه
  - بله - مردم - گیسلی دری هالدورسون
- ۲۰۲۱ (نود و چهارمین) برف پاک کن - آلبرتو میلگو
  - امور هنری - جوانا کوین
  - بهترینا - هوگو کوواروبیاس
  - باکسبالت - آنتون دیاکوف
  - رابین رابین - دن اوجاری - مایکل پلیز
- ۲۰۲۲ (نود و پنجمین) پسرک، موش‌کور، روباه و اسب - پیتر بینتون - چارلی مکسی
  - ملوان پرنده - وندی تیلبی و آماندا فوربیس
  - تاجران یخ - جان گونزالس
  - سال دیکس من - سارا گونارزدوتیر
  - شترمرغی به من گفت که دنیا ساختگی است و من فکر می کنم که آن را باور دارم - لاچلان پندراگون
- ۲۰۲۳ (نود و ششمین) جنگ تمام شد! - دیو مولینز
  - نامه‌ای به خوک - تال کانتور
  - حس نود و پنج - جارد و جروشا هس
  - یونیفرم ما - یگانه مقدم
  - پاکیدرم - استفانی کلمنت
- ۲۰۲۴ (نود و هفتمین) در سایه سرو - شیرین سوهانی و حسین ملایمی
  - مردان زیبا - نیکلاس کپنز
  - آب نبات جادویی - دایسوکه نیشیو
  - سرگردان به تعجب - نینا گانتس
  - آخه! - لویک اسپوچه

## ترین‌ها
برای این بخش از جایزه اسکار، بیشترین برنده و نامزدی به صورت زیر است:
- بیشترین جایزه: والت دیزنی – ۱۵ جایزه (از ۴۹ نامزدی)
- بیشترین نامزدی: والت دیزنی – ۴۹ نامزدی (با نتیجه ۱۵ بار برنده‌شدن)